# Ezra Pound
Ezra Weston Loomis Pound (Hailey, 30 ottobre 1885 – Venezia, 1º novembre 1972) è stato un poeta, saggista e traduttore statunitense, che trascorse la maggior parte della sua vita in Italia.
Visse per lo più in Europa e fu uno dei protagonisti del modernismo e della poesia di inizio XX secolo. Costituì, assieme a Thomas Stearns Eliot, la forza trainante di molti movimenti modernisti, principalmente dell'imagismo e del vorticismo, correnti che prediligevano un linguaggio d'impatto, un immaginario spoglio e una netta corrispondenza tra la musicalità del verso e lo stato d'animo che esprimeva, in contrasto con la letteratura vittoriana e con i poeti georgiani. Sono temi ricorrenti nella sua poesia epica e lirica la nostalgia per il passato, la fusione tra culture diverse, e il tema dell'usura, contro cui si scaglia apertamente.
Durante gli anni trenta e quaranta espresse ammirazione per Mussolini, Hitler e Oswald Mosley; trasferitosi in Italia nel 1924, sostenne il regime fascista fino alla caduta della Repubblica Sociale Italiana. Catturato dai partigiani, venne consegnato alle forze armate degli Stati Uniti d'America, dove fu sottoposto a processo per tradimento. Dichiarato incapace con una contestata diagnosi, fu detenuto dodici anni in un manicomio giudiziario fino a quando, liberato, tornò in Italia a trascorrere gli ultimi anni della sua vita. Ernest Hemingway si espresse come critico letterario sul lavoro poetico di Pound in questi termini: "Il meglio della scrittura di Pound - e si trova nei Cantos - durerà finché esisterà la letteratura".

## Biografia

### I primi anni
Nacque il 30 ottobre 1885 a Hailey, nell'Idaho, da Homer Loomis Pound e Isabel Weston, dove il padre era occasionalmente giudice fondiario. Trascorse la giovinezza a Filadelfia. Incominciati gli studi, si prefisse fin da adolescente di essere poeta. Nel 1898, con una prozia, visitò per la prima volta l'Europa. Studiò alla Cheltenham High School, allo Hamilton College di Clinton e all'Università della Pennsylvania, a Filadelfia, dove conobbe e frequentò i futuri poeti William Carlos Williams e H. D. (pseudonimo di Hilda Doolittle), che fu un suo amore giovanile.
In questi anni seguì la propria carriera universitaria nel solco degli studi filologici, appassionandosi alla letteratura provenzale grazie alle lezioni di William P. Shepard (una traccia di questi interessi si trova nella trascrizione manoscritta autografa di una canzone provenzale in un foglio oggi posseduto da Alina Scheiwiller); studiò in seguito Filologia romanza con il professor Hugo Rennert alla Pennsylvania University (1905-1906); insegnò egli stesso Romance Languages al Wabash College (Indiana). Nel 1908 lasciò gli Stati Uniti per l'Europa. Approdò dapprima a Gibilterra, poi si stabilì a Venezia. Qui pubblicò il suo primo libro di poesie, A lume spento, il cui titolo, in italiano anche nell'edizione originale, era tratto da un verso del Purgatorio di Dante. Nel settembre 1908 raggiunse Londra, dove rimase 12 anni.

### La rivoluzione londinese
La prima poesia di Pound fu ispirata dalle sue letture dei preraffaelliti, da altri poeti dell'Ottocento e dalla letteratura medievale, in particolare dalla letteratura cortese e del dolce stil novo, ma anche da letture di filosofia neo-romantica e occultismo. Trasferitosi a Londra e dopo un periodo parzialmente antiquario (Personae, 1909; Canzoni, 1910), sotto l'influsso di Ford Madox Ford e T. E. Hulme, cominciò ad adottare un linguaggio poetico e forme di poesia più moderni (Lustra, 1915).
Credeva che William Butler Yeats fosse il più grande dei poeti contemporanei: lo conobbe e ne divenne amico, svolgendo per alcuni anni funzione di segretario del poeta irlandese. La collaborazione tra Yeats e Pound fu indispensabile a far sì che ciascuno dei due riuscisse a modernizzare la propria poesia. Durante la guerra, Pound e Yeats trascorsero alcuni periodi insieme nel casolare Stone Cottage nel Sussex, in Inghilterra, studiando fra l'altro letteratura giapponese, specialmente i drammi del genere Nō. Nel 1914 sposò un'artista inglese, Dorothy Shakespear. Negli anni antecedenti la prima guerra mondiale, Pound fu tra i principali promotori dell'imagismo e del vorticismo.
Questi movimenti, che richiamarono l'attenzione sull'opera di poeti e artisti quali James Joyce, T. S. Eliot, Wyndham Lewis, William Carlos Williams, Hilda Doolittle, Richard Aldington, Marianne Moore, Rebecca West e Henri Gaudier-Brzeska, ebbero importanza cruciale nella nascita del modernismo di lingua inglese. La guerra distrusse la fiducia di Pound nella moderna civiltà occidentale ed egli decise di abbandonare Londra per Parigi, ma non prima di aver pubblicato Omaggio a Sesto Properzio (Homage to Sextus Propertius) nel 1919 e Hugh Selwyn Mauberley nel 1920. Se questi due fondamentali poemetti rappresentano l'addio di Pound a Londra e alla sua cultura, i Canti (The Cantos), che incominciò a pubblicare nel 1917, annunciavano il suo futuro cammino letterario.

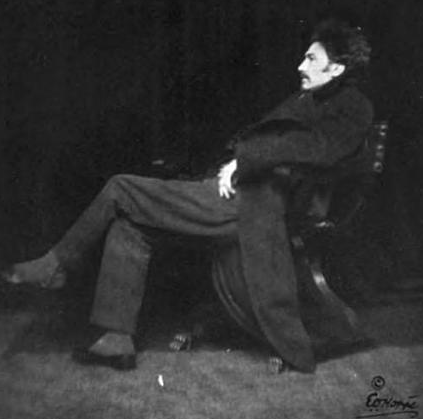
Ezra Pound, 1918, foto di Emil Otto Hoppé

### Parigi: la "festa mobile" e la scelta italiana
Nel 1920 abbandonò la conservatrice Londra per Parigi, pulsante scena per avanguardie culturali e avanguardisti. Frequentò Constantin Brâncuși, Francis Picabia, Georges Braque, Ernest Hemingway (che testimonierà: "Io gl'insegnai a tirare di pugilato e Pound a me ciò che si doveva e non si doveva scrivere"), Pablo Picasso, Jean Cocteau, Tristan Tzara, Erik Satie. Presentò James Joyce a Sylvia Beach, proprietaria della famosa libreria Shakespeare & Co., che nel 1922 pubblicò Ulisse.
Nel 1921-22 aiutò a rivedere e accorciare il manoscritto di The Waste Land ("La terra desolata") di Thomas Stearns Eliot, che gli dedicò il poema con l'epigrafe "A Ezra Pound - il miglior fabbro", citando la definizione che nel Purgatorio di Dante, Canto XXVI, Guido Guinizelli dà del trovatore Arnaut Daniel. Anche Pound citerà spesso Eliot nei suoi versi, ad esempio nei Canti pisani, con il soprannome che gli aveva dato "Possum" (opossum). Nonostante le divergenze, ad esempio sul fascismo, Pound resterà sempre affezionato all'amico (e viceversa), e chiamerà anche il suo amato gatto Old Possum ("vecchio opossum"; Old Possum's Book of Practical Cats è un libro di poesie sui gatti scritto da Eliot nel 1939).
Negli anni di Londra e Parigi e anche in seguito si adoperò perché Eliot, Joyce e altri artisti potessero avere agio di lavorare, sollecitando finanziamenti e aiutandoli di persona. A Parigi si dedicò con sempre maggior passione agli studi musicali, scrivendo un eccentrico Trattato d'armonia e componendo in collaborazione con amici musicisti il melodramma Le Testament, da François Villon, che ebbe la sua prima esecuzione in forma concertistica nel 1926. Nel 1925 usciva a Parigi un primo volume di XVI Canti. Stanco dell'atmosfera urbana e del freddo nord, nel 1925 si stabilì definitivamente in Italia, a Rapallo, cittadina ligure sul golfo del Tigullio, dove avrebbe potuto dedicarsi indisturbato alle sue passioni artistiche e storiografiche e al suo sport preferito, il tennis, spesso con alcuni dei suoi ospiti, come Peggy Guggenheim. Pound visse a Rapallo dal 1925 al 1945 in una mansarda di un palazzo affacciato sul lungomare, sopra il vicolo oggi a lui intitolato, dove una lapide ne ricorda il soggiorno.

### Il ventennio italiano e il legame col fascismo
Nel 1926 nacque a Parigi, dalla moglie Dorothy Shakespear, il figlio Omar Shakespear Pound. Anche a Rapallo Pound creò un circolo di amici artisti e progettò iniziative letterarie e musicali, quali il Supplemento Letterario (1931-1932) del Mare (settimanale rapallese) e le stagioni di concerti degli "Amici del Tigullio", che si svolsero per tutti gli anni trenta. Nei concerti era spesso impegnata Olga Rudge, violinista statunitense, che nel 1925 diede a Pound una figlia, Mary.
Già dagli anni immediatamente precedenti la Prima guerra mondiale, a Londra, Pound aveva incominciato a maturare una complessa e articolata visione del mondo, legata a correnti politiche e culturali di ispirazione tanto anticapitalista, quanto antimarxista. Con il suo ritorno in Italia nel 1925, Ezra Pound cominciò ad avvicinarsi al fascismo, che intanto era arrivato al potere. Del regime apprezzò i provvedimenti sociali in favore dei lavoratori, le opere pubbliche e una politica economica di ricerca della «Terza Via» tra liberismo e collettivismo. Il poeta statunitense descrive così il suo primo approccio con il fascismo: «Durante il tempo in cui ho vissuto in Europa ho spesso visitato Roma e dopo l'ultima guerra ho notato il rinascimento o ringiovanimento della nazione. Io e mia moglie abbiamo sottoscritto 25mila lire a testa al primo prestito del Littorio».
Negli anni 1930 Ezra Pound rivolse i suoi interessi sempre più alla politica e all'economia, pubblicando un pamphlet dal titolo ABC dell'economia. Insieme diede diverse sistemazioni alle sue intuizioni critiche nei volumi Come leggere, ABC del leggere, Rinnovare, Guida alla cultura, Carta da visita. In particolare Rinnovare (Make it new), motto confuciano, divenne la sua insegna. A Confucio e alla letteratura cinese dedicò diversi studi, traduzioni e gruppi di canti. Infatti negli anni di Rapallo pubblicò via via i volumi contenenti i canti 31-41 (Jefferson), 42-51 (La quinta decade: Siena) e 52-71 (Cina - John Adams). In questi volumi il poema d'ispirazione dantesca diventa una rivisitazione di momenti storici esemplari e un atto di accusa contro l'"usura" (canto 45).
Il 30 gennaio 1933 riuscì a farsi ricevere a Roma da Benito Mussolini: fu l'unica volta che i due s'incontrarono. In quell'occasione Pound regalò al duce una copia dei suoi Cantos e illustrò al capo del fascismo alcune proposte in materia economica, pronunciando una delle sue più famose frasi: "Duce, ho la possibilità di non far pagare le tasse ai cittadini." Nel 1936 viene pubblicato a Londra il libro Jefferson and/or Mussolini (scritto l'anno precedente), opera in cui dava un'interpretazione liberale e artistica del dittatore e primo ministro italiano, paragonato al terzo presidente degli Stati Uniti d'America, affermando anche la "non esportabilità" del fascismo in quanto fenomeno tipicamente italiano, figlio di un preciso periodo storico. Pound affermava che Mussolini era l'erede della politica agraria e populista tenuta da Jefferson.

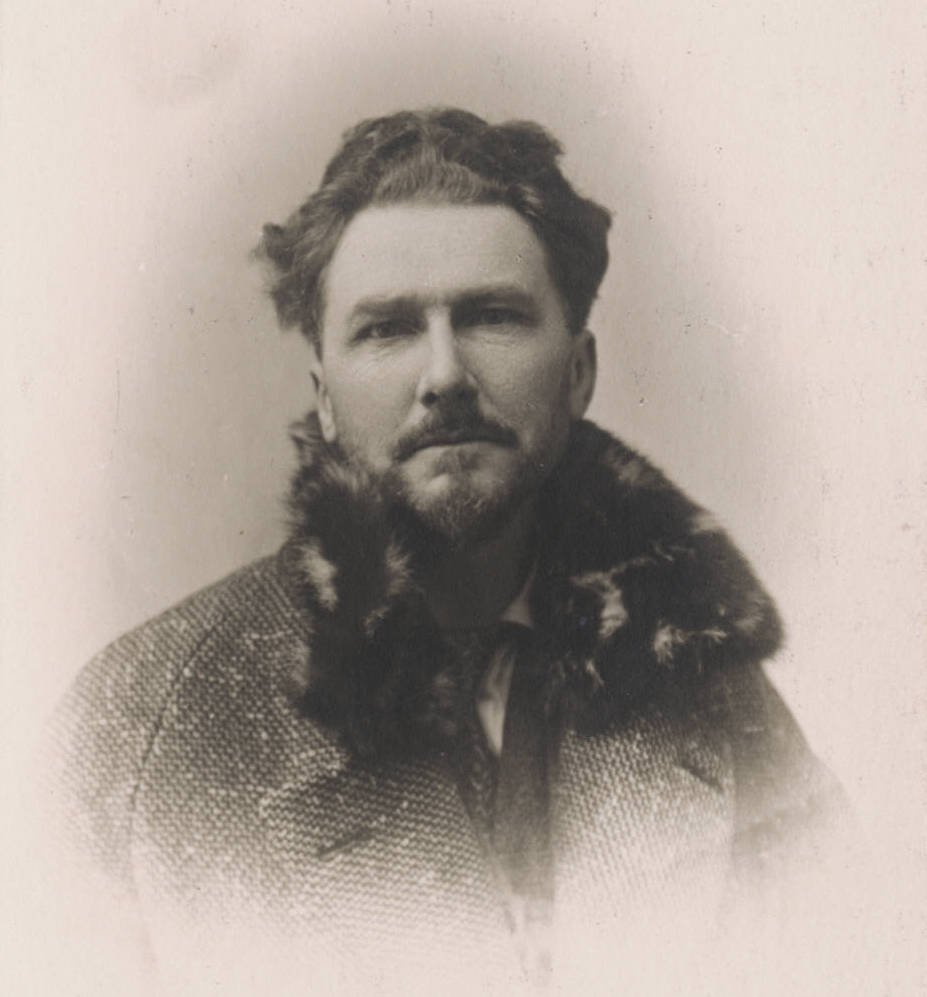
La foto di Pound sul passaporto

Secondo Pound «il primo atto del Fascismo è stato salvare l'Italia da gente troppo stupida per saper governare, voglio dire dai comunisti senza Lenin. Il secondo è stato di liberarla dai parlamentari e da gruppi politicamente senza morale. Quanto all'etica finanziaria, direi che dall'essere un paese dove tutto era in vendita, Mussolini in dieci anni ha trasformato l'Italia in un paese dove sarebbe pericoloso tentare di comperare il governo». L'ammirazione antidemocratica di Pound per Mussolini era espressamente estesa, apprezzando la politica economica del Terzo Reich, anche a Hitler, pur ritenuto un «imitatore isterico» di Mussolini, mentre egli giudicava tutti gli altri statisti moderni alla stregua di mere «canaglie». In particolare fu molto duro, soprattutto durante e dopo la guerra, con Winston Churchill, accusandolo di portare avanti una politica estera brutale e ingiusta, per aver fatto bombardare obiettivi non militari, come zone abitate solo da civili, per fiaccare la resistenza dei nemici (ad esempio col bombardamento di Dresda). Ancora nell'ottobre del 1938, Pound elogiò la politica economica di Hitler.
Lontano dagli Stati Uniti d'America dal 1911, vi ritornò nel 1939 con l'intenzione, affermò, di mediare fra le posizioni del paese di nascita e quello d'adozione, ma non trovò ascolto. In compenso il suo collegio, l'Hamilton College, gli conferì il dottorato honoris causa. Una settimana dopo, tornato in Italia, scrisse alcuni articoli a sfondo antisemita per giornali italiani. In seguito scrisse a James Laughlin che Roosevelt rappresentava "gli ebrei" e firmò la lettera in calce con la formula del saluto nazista, Heil Hitler. Anticipando l'invasione dell'URSS che avverrà con l'Operazione Barbarossa, cominciò a scrivere sempre nel 1939 per Action, giornale di proprietà del leader della British Union of Fascists sir Oswald Mosley, argomentando che il Terzo Reich avrebbe dovuto essere il "naturale civilizzatore della Russia".
Durante il 1940 Ezra Pound incominciò a trasmettere, dalle frequenze dell'EIAR e stipendiato dallo Stato italiano, il programma radio in lingua inglese Europe calling, Ezra Pound speaking, in cui difendeva il fascismo e accusava gli anglostatunitensi e la finanza internazionale di aver provocato la guerra contro i Paesi che si erano ribellati al giogo dell'usura. In tutto tenne circa 600 discorsi, invitando gli statunitensi alla disobbedienza e a rispettare la Costituzione, a suo parere violata da Roosevelt nel 1941, dichiarando guerra alle potenze dell'Asse senza il necessario consenso del Congresso; rimase sempre fedele, anche se non iscritto, alla linea politica del Partito Nazionale Fascista e del governo italiano fino alla deposizione di Mussolini il 25 luglio 1943, in seguito alla quale Pound aderì alla Repubblica Sociale Italiana (ottobre 1943). Tuttavia non prese mai la cittadinanza italiana. Negli USA fu pesantemente criticato, ad esempio Arthur Miller lo definì "peggiore di Hitler" e disse che la sua propaganda era più dannosa di quella dello stesso Joseph Goebbels.
Pound aderì alla Repubblica Sociale Italiana come cittadino straniero residente e si trasferì a Milano per continuare le sue trasmissioni radio e tentare di convincere ancora il governo fascista ad applicare le sue teorie economiche, rimanendo comunque soddisfatto della socializzazione dell'economia, progettata dal Partito Fascista Repubblicano; Pound affermerà che, per molti «uomini onesti», era impossibile stare con la corruzione e «il lerciume di Badoglio», motivando così la scelta di stare con il governo collaborazionista dei nazisti. In questo periodo intensificò gli attacchi verbali alla finanza internazionale, colpevole a suo dire di aver complottato per trascinare gli Stati Uniti d'America nella guerra, e si fece ancora portavoce di campagne antisemite, identificando gli ebrei come i banchieri usurai. Tuttavia dichiarò in seguito di non essere razzista: «Non sono un antisemita. Non confondo l'usuraio ebreo e l'ebreo che si guadagna onestamente da vivere di giorno in giorno». I suoi strali si indirizzavano invece contro chi, a suo avviso, non vedeva l'ombra dei "prestatori di denaro" dietro l'entrata in guerra degli Alleati.
Negli anni 1943-44 collabora frequentemente alla testata fascista Il Popolo di Alessandria.
Pound compose inoltre due canti in italiano (72-73), nei quali ribadiva la solidarietà al fascismo: famoso è il verso "Rimini arsa e Forlì distrutta" (Canto 72, ispirato dalla morte di Filippo Tommaso Marinetti), in cui deplora i bombardamenti Alleati nella Città del Duce (come era nota Forlì durante il fascismo, dato che Mussolini era nato nella vicina Predappio) e nella sua provincia, e la parziale distruzione del Tempio Malatestiano a Rimini.

### L'arresto e il processo
Il 3 maggio 1945 fu catturato da partigiani italiani e consegnato ai militari statunitensi, che lo trattennero per alcune settimane a Genova e poi lo trasferirono in un campo di prigionia dell'esercito statunitense a Coltano, presso Pisa (fu poi trasferito in un altro sottocampo, o secondo altri fu invece direttamente rinchiuso in un campo vicino, non a Coltano, bensì ad Arena Metato o a Metato di San Giuliano Terme).. A causa delle sue prese di posizione durante il conflitto mondiale, Pound venne accusato di collaborazionismo e tradimento, reati per cui rischiava la pena di morte o l'ergastolo.

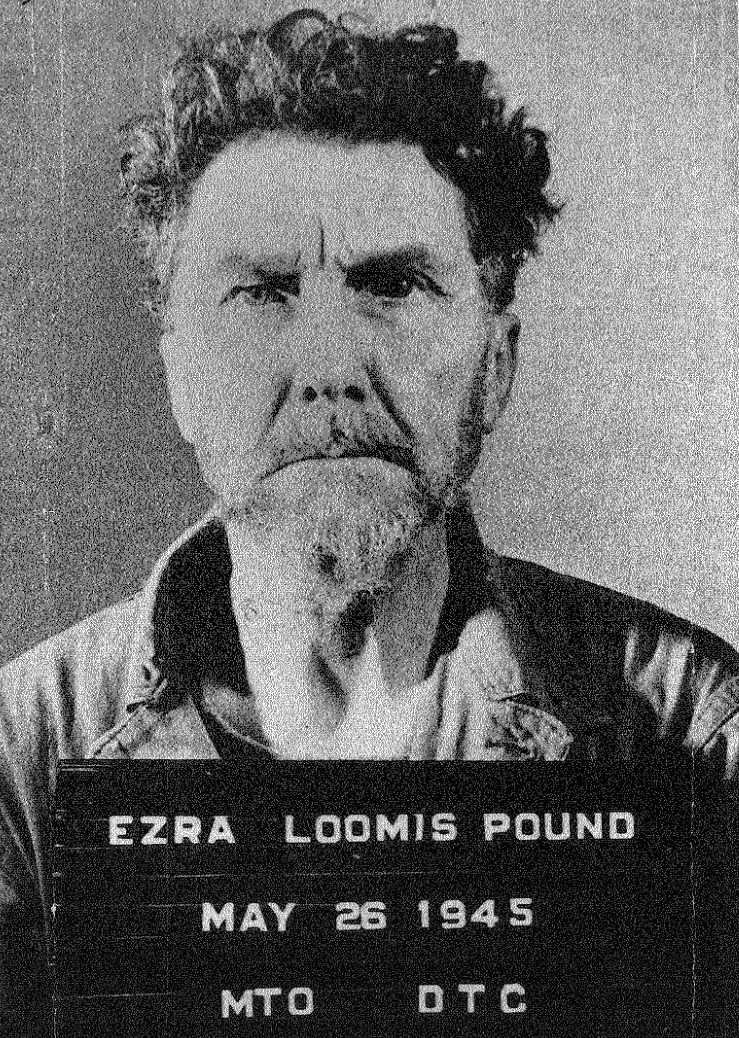
Foto segnaletica di Ezra Pound poco dopo la sua consegna ai militari americani (scatto del 26 maggio 1945)

L'8 maggio, il giorno in cui fu annunciata la resa della Germania avvenuta il giorno 7, Pound disse a un reporter americano, Ed Johnston, che Hitler (suicidatosi nel suo bunker il 30 aprile), in passato sia elogiato sia criticato, era stato "una Giovanna d'Arco, un santo", e che Mussolini era un "personaggio imperfetto che perse la testa". In un rapporto dell'esercito, durante un interrogatorio Pound aggiunse che
(Ezra Pound)
Chiese poi anche di poter effettuare una trasmissione radiofonica finale, seguendo una sceneggiatura chiamata Ashes of Europe Calling ("Chiamata dalle ceneri d'Europa"), in cui raccomandava la pace con il Giappone, la gestione americana dell'Italia, l'istituzione di uno stato ebraico in Palestina e la clemenza verso la Germania. La richiesta fu respinta e la sceneggiatura fu inoltrata a J. Edgar Hoover, capo dell'FBI, perché la esaminasse.
Trascorse alcuni mesi di detenzione nel campo, tra cui tre settimane in una gabbia di acciaio da 1,8 x 1,8 metri, una cella di sicurezza senza servizi igienici o possibilità di ripararsi dal freddo e dal caldo (la "gabbia da gorilla", disse lui); queste celle erano dette dai prigionieri "celle della morte"; esse erano costituite da una serie di gabbie in acciaio all'aperto in una fila di sei metri, illuminate di notte dai riflettori; gli ingegneri rinforzarono la sua gabbia con un acciaio più pesante e filo spinato per paura che i fascisti cercassero di farlo evadere.

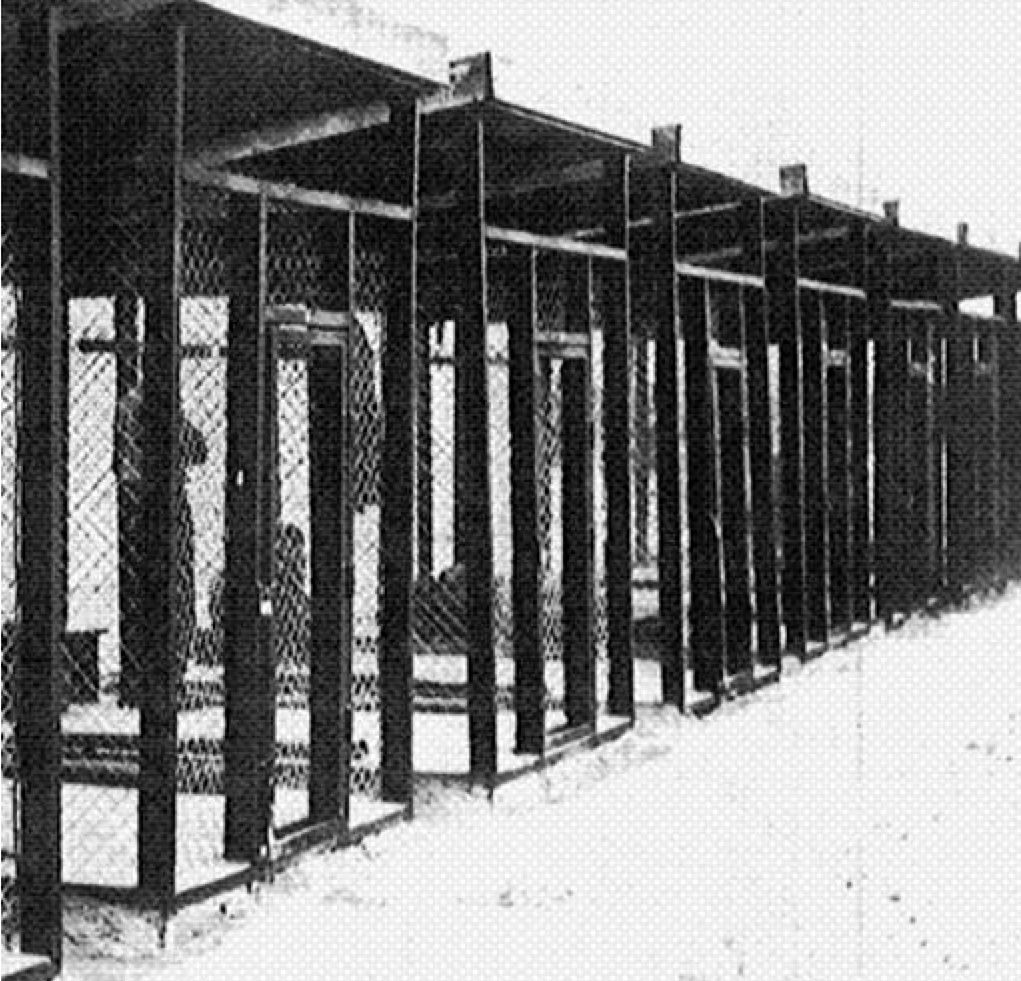
Celle di sicurezza dove venne rinchiuso Pound nel 1945

Pound trascorse tre settimane in isolamento detentivo nel calore, dormendo sul cemento, senza esercizio fisico e comunicazione, eccetto conversazioni con il cappellano. A causa di probabile insolazione, dell'isolamento psicosociale, dello stress e dello scarso sonno, dopo due settimane e mezzo Pound iniziò ad avere un crollo mentale. Richard Sieburth scrisse che Pound lo registrò nel Canto LXXX, dove il poeta si immagina come Odisseo che viene salvato dall'annegamento da Leucotea: «ho nuotato in un mare di strisce aeree / attraverso un periodo di eoni, / quando la zattera si è rotta e le acque mi sono cadute addosso (...) / "Il mio bikini si culla sulla tua zattera"». Il personale medico decise di trasferirlo la settimana seguente. Il 14 e il 15 giugno fu esaminato da psichiatri, uno dei quali trovò i sintomi di grave tracollo psicofisico.
Gli fu assegnata una tenda presso l'infermeria del campo e gli fu consentito di leggere, scrivere a mano durante il giorno e usare la macchina per scrivere nelle ore serali. Instancabile, trascorse i mesi pisani componendo i quattordici Canti pisani (dal 71 all'84; particolarmente famoso è il 74°, in cui rievoca con linguaggio mitologico e simbolico la morte di Mussolini e dell'amante Clara Petacci, con l'esposizione dei corpi in Piazzale Loreto, descrivendo la fine del Duce con la celebre locuzione "uno schianto, non una lagna"), e traducendo ancora Confucio. L'esistenza di alcuni fogli di carta igienica che mostrano l'inizio del Canto LXXIV suggerisce che iniziò a scriverlo mentre era ancora nella gabbia di sicurezza.
A fine novembre 1945 fu trasferito in aereo a Washington per il processo. In seguito a una perizia psichiatrica, che lo dichiarò infermo di mente, con una discussa diagnosi di "schizofrenia" di tipo paranoide con depressione (secondo alcuni storici un espediente difensivo architettato dai legali per evitargli il carcere a vita quasi sicuro, o perfino la pena capitale), il processo fu rinviato a tempo indeterminato e Pound fu internato nell'ospedale psichiatrico criminale federale "St. Elizabeths" di Washington per circa 12 anni. Lo storico Stanley Kutler ottenne l'accesso negli anni '80 ai fascicoli dell'intelligence militare e ad altri documenti governativi su Pound, inclusi i suoi documenti ospedalieri, e scrisse che gli psichiatri credevano che Pound avesse una personalità narcisistica, ma che lo consideravano sostanzialmente sano di mente. Kutler crede che Winfred Overholser, sovrintendente del manicomio di St. Elizabeth, abbia protetto Pound dal sistema della giustizia penale perché affascinato da lui, contribuendo alla falsa diagnosi di malattia mentale per salvarlo dal processo, e garantendogli poi un discreto trattamento di favore.

### Al St. Elizabeths Hospital di Washington
Recluso nell'ospedale "St. Elizabeths", circondato da un grande parco, Pound fu visitato regolarmente dalla moglie e da vecchi e nuovi amici artisti: Eliot, Cummings, William Carlos Williams, Marianne Moore e, tra i giovani, Robert Lowell, James Laughlin (che, con "New Directions", fu suo editore), Sheri Martinelli e molti altri. Tra questi, un giovanissimo Piero Sanavio (autore di una tesi su di lui, la prima in assoluto, in Italia perlomeno, presentata all'Università Ca' Foscari di Venezia), che ora veniva a visitarlo da Harvard. Pound trovò anche proseliti per le sue idee sociali e ispirò la pubblicazione di opere rare di Louis Agassiz, Alexander Del Mar, Edward Coke, ecc.

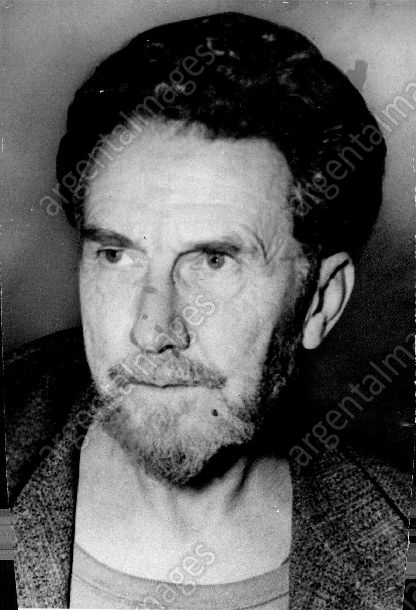
Ezra Pound durante il periodo in cui fu internato in manicomio (1945/46-1958)

Questi stessi autori diventavano, nel frattempo, protagonisti dei canti che continuava a scrivere e pubblicare. Tuttavia fu dannosa per la sua reputazione l'amicizia con John Kasper, un attivista di estrema destra e membro del Ku Klux Klan. Kasper aveva cominciato ad ammirare Pound durante i corsi di letteratura all'università, e dopo aver scritto a Pound nel 1950, lo visitò spesso in manicomio, e in breve tempo i due divennero amici. Kasper aprì una libreria nel Greenwich Village nel 1953 intitolata "Make it New", riflettendo il suo impegno per le idee di Pound; il negozio era specializzato in materiale di estrema destra, inclusa la letteratura nazista, e le poesie e traduzioni di Pound erano esposte sul davanzale della finestra, contribuendo all'associazione popolare di Pound con il fascismo e il nazionalsocialismo.
Nel 1948 i Canti pisani ottennero il Premio Bollingen per la poesia della Library of Congress, provocando non poche polemiche, visto che Pound era nel contempo "ospite involontario" del governo statunitense in un manicomio criminale. Della giuria facevano parte T.S. Eliot e Wystan Hugh Auden, che in questo modo pensavano di attirare l'attenzione sulla pietosa situazione del non più giovane poeta. Ma la polemica finì più per nuocere che per giovare e, per molti anni, del caso Pound non si parlò più. Nel 1957 un gruppo di amici scrittori e poeti, fra i quali Ernest Hemingway (ex combattente antifascista), Robert Frost, Archibald MacLeish e anche il giovane editore Vanni Scheiwiller, si prodigarono perché si trovasse una soluzione. MacLeish assunse il prestigioso avvocato Thurman Arnold, ex assistente del Procuratore generale durante la presidenza Roosevelt, che presentò, allo stesso giudice che aveva recluso a vita Pound in manicomio, una mozione secondo cui era terapeuticamente dannoso per la salute del poeta l'essere confinato per sempre lontano dalla società, e che d'altronde era incurabile, ma non pericoloso. La pubblica accusa, verificato che Pound non si sarebbe potuto nemmeno processare, perché un processo era incompatibile con la sua asserita infermità mentale, ritirò le accuse, non si oppose alla mozione e il poeta tornò così in libertà nel 1958, ripartendo poco dopo per l'Italia.

### Ritorno in Italia
All'arrivo in Italia salutò provocatoriamente un fotografo col braccio teso (cosa negata dalla figlia, che parla di un generico saluto, non di un saluto fascista) e gli fu chiesto come si sentisse dopo essere uscito dal manicomio, al che rispose: "Non ne ero uscito; quando ho lasciato l'ospedale ero ancora in America, e l'America è tutta un manicomio"; in seguito partecipò (1962) a una parata neofascista per il 1º maggio, organizzata dai sindacati vicini al Movimento Sociale Italiano, ma nello stesso periodo cominciò ad avere dei ripensamenti, che confesserà anni dopo anche al poeta di origine ebraica Allen Ginsberg, definendo l'antisemitismo come "uno stupido e suburbano pregiudizio".
Nel 1959 Pound era stato intanto candidato al Premio Nobel dallo scrittore Johannes Edfelt, nella sua veste di presidente del Pen Club di Svezia.
Come risulta, però, dal resoconto finale della riunione della Commissione Nobel del 14 settembre 1959, questa respinse la candidatura di Pound a causa della sua adesione al fascismo: egli, quindi, pur non trovandosi più in condizioni di prigionia negli Stati Uniti d'America, venne escluso. Il presidente della Commissione Nobel, Anders Osterling, osservò che il candidato non raggiungeva i requisiti necessari per il premio, in quanto responsabile della propagazione "di idee che sono decisamente in contrasto con lo spirito del Premio Nobel".

Ezra Pound negli ultimi anni della sua vita

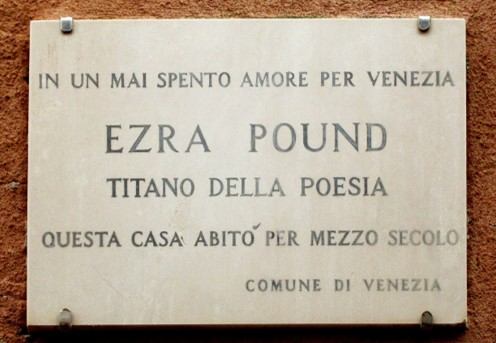
Lapide posta sulla casa abitata a Venezia, Dorsoduro 252

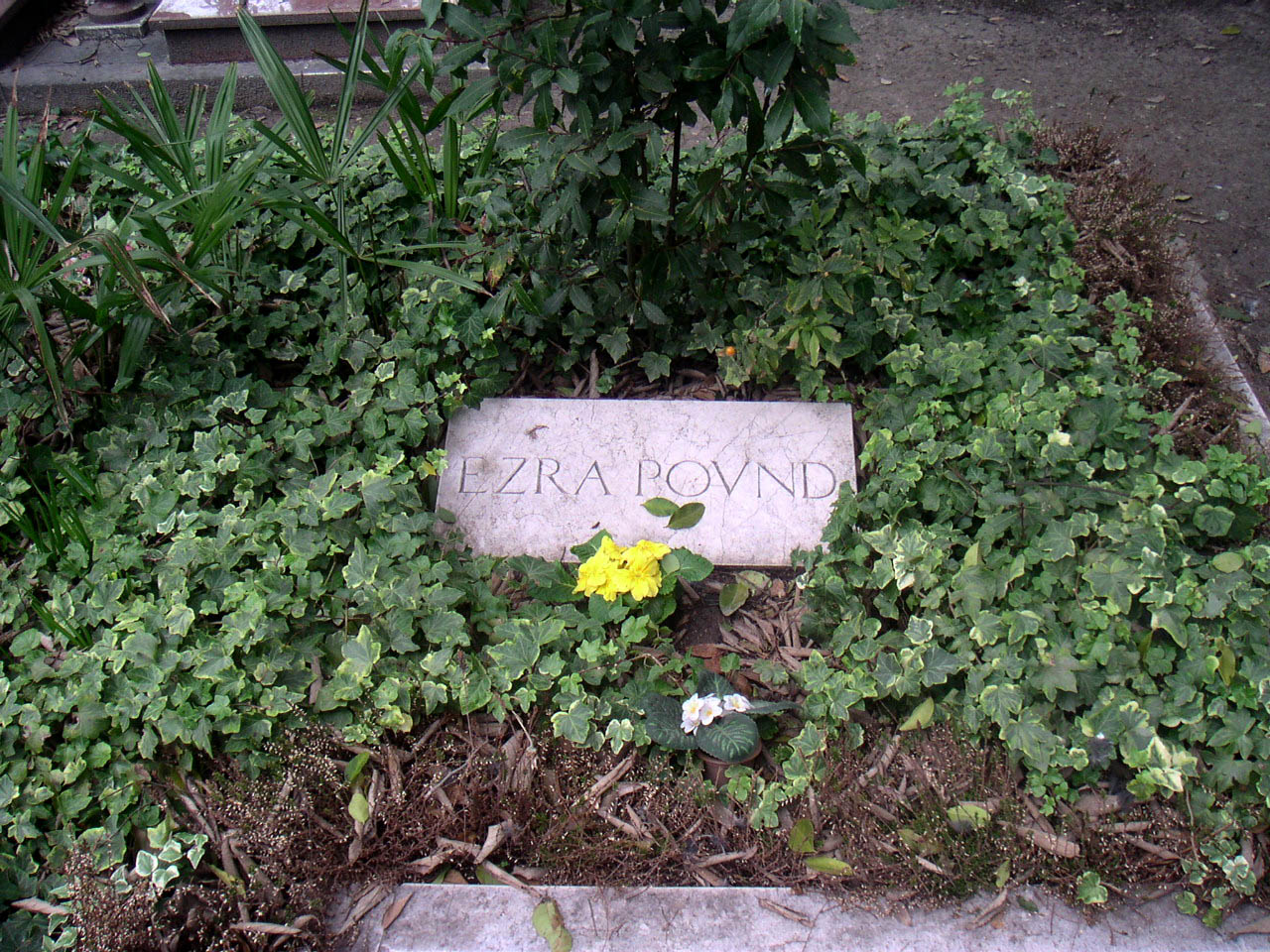
La tomba di Pound nell'isola di San Michele a Venezia

Dal 1958 al 1962 Pound abitò in Italia fra Castel Fontana, nel comune di Tirolo a monte di Merano (nell'abitazione dell'egittologo Boris de Rachewiltz, il quale aveva sposato Mary, figlia di Pound e di Olga Rudge), Rapallo, Sant'Ambrogio (Zoagli) e Roma.
Dal 1962 Olga Rudge si prese cura di lui a Venezia e a Rapallo. In questo periodo Pound pubblicò un volume di Cantos, Thrones 96-109 (1959), e lavorò all'ultima sezione della sua opera, rimasta incompiuta per l'aggravarsi della stanchezza e della depressione.
Nel 1964 Le Testament, melodramma di Pound tratto dalle poesie di François Villon, fu eseguito in forma di balletto al Festival dei Due Mondi di Spoleto per iniziativa di Gian Carlo Menotti. Anche negli anni seguenti Pound tenne letture nell'ambito del Festival, circondato dall'affetto di poeti come Lawrence Ferlinghetti e Pier Paolo Pasolini, che lo incontrò a Venezia nell'occasione delle riprese del documentario della Rai di Vanni Ronsisvalle.
Morì a Venezia il 1º novembre 1972; due giorni dopo aver compiuto 87 anni, si sentì male e, ricoverato, si spense privo di conoscenza per blocco intestinale, con accanto Olga. La moglie Dorothy fu impossibilitata a partecipare ai funerali. Ezra Pound riposa nel settore evangelico 1, quadrato sinistra, del locale cimitero monumentale di San Michele (dove sono sepolti, nel settore ortodosso, anche Djagilev e Stravinskij), con accanto Olga Rudge, sopravvissutagli per 24 anni.

## Poetica poundiana

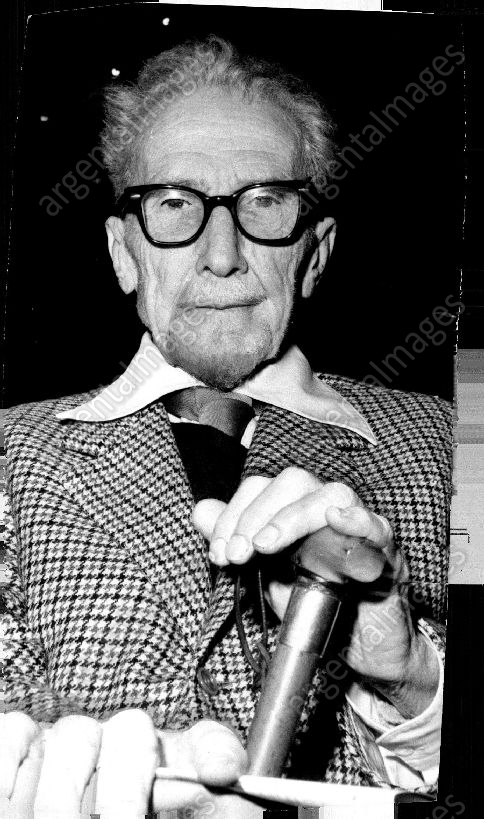
Ezra Pound nel 1961

La poesia e la poetica di Pound hanno avuto molta influenza. Le sue prime opere portarono nella lirica del Regno Unito un linguaggio più concentrato e sperimentale e una visione sincretistica, nella quale entravano America ed Europa, Oriente e Occidente, nell'ambito del modernismo, dell'imagismo e del vorticismo. Fecero scuola i suoi rifacimenti dal cinese e le sue "maschere" provenzali. Pound fu anche influente promotore presso il pubblico inglese di Guido Cavalcanti e Dante, sulla scia di Dante Gabriel Rossetti e altri. I Cantos, la principale opera poetica, sono un'epica autobiografica, componente un grande poema sulla cui struttura e riuscita la critica non è concorde, ma pochi dubitano della grandezza di alcune pagine, specie nei Canti pisani del 1945. La tematica principale è il rifiuto della mentalità borghese con le sue convenzioni e la nostalgia per l'arte e la cultura del passato.

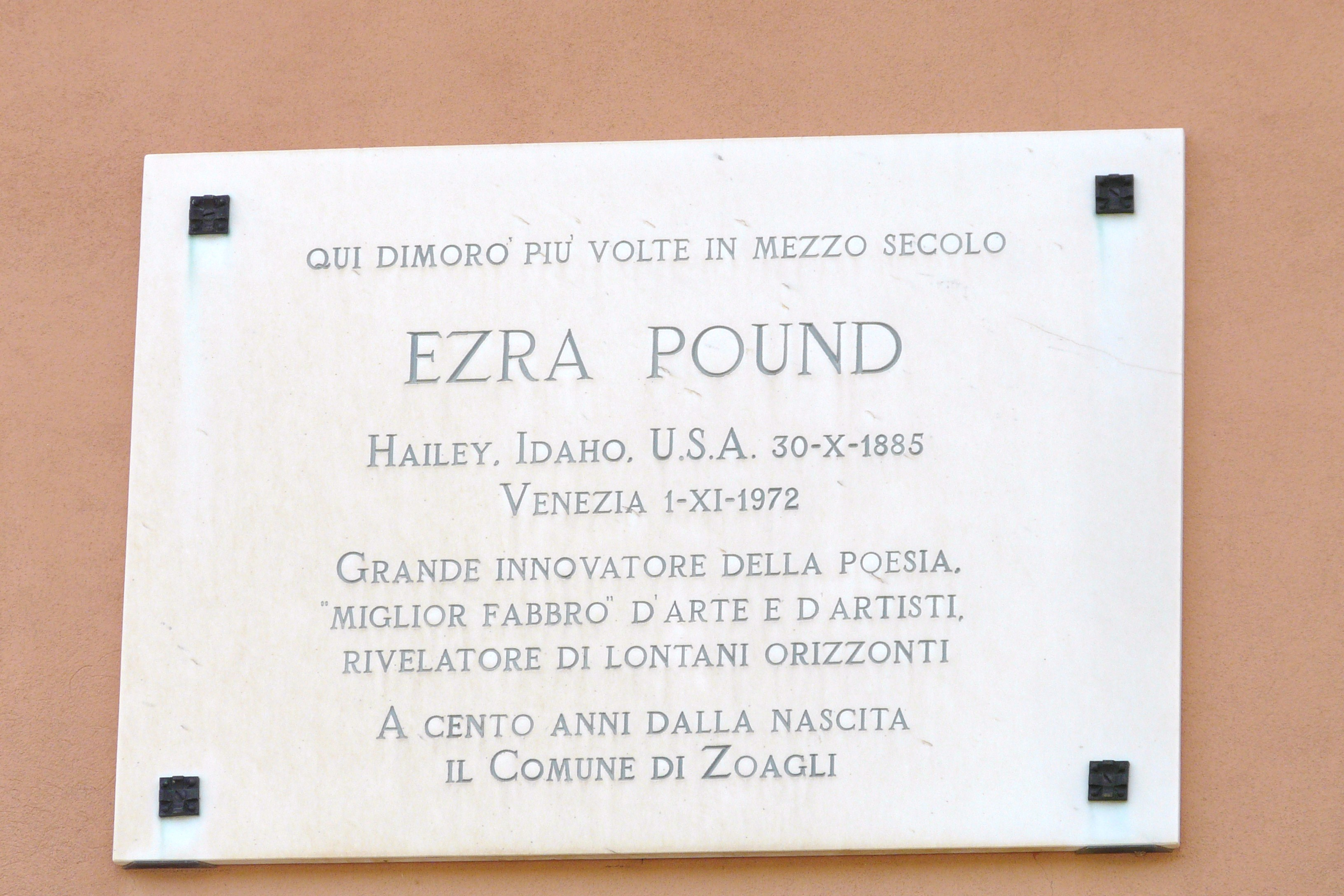
Lapide sulla residenza di Zoagli dove Pound visse sporadicamente nel periodo 1958-62
apposta dal Comune nel centenario del nascita del poeta

Essi sono dominati inoltre da una commistione di lingue, dal tema della modernità mescolata agli Stati Uniti d'America dei pionieri (dai Padri Pellegrini alla conquista del West, forte è in lui l'ammirazione per il ruralismo e la civiltà contadina, mentre esprime un profondo disagio per non essere stato capito dagli Stati Uniti d'America contemporanei, dominati dal capitalismo; Pound si considerò sempre un patriota statunitense), dalla Cina classica (specialmente sotto l'influenza di Confucio, ma anche di taoismo e buddhismo zen/chan) all'antichità greco-romana fino al Medioevo (Dante, Villon) e al cristianesimo medievale (con la tematica dell'usura quale sommo male che affligge la società, mutuata in parte da Dante), fuse insieme in una poesia metafisica e modernista mutuata dall'amico Thomas Stearns Eliot, e che tramite Eliot farà scuola, determinando un nuovo interesse anche per il dolce stil novo nella nuova poesia moderna (ad esempio in Eugenio Montale, Edoardo Sanguineti, Jorge Luis Borges, ecc.).
Parte della struttura, dei personaggi e dei temi dei Cantos sono ripresi da situazioni della Divina Commedia di Dante o dell'Odissea di Omero, in cui il poeta è per l'appunto un Dante o un Ulisse della modernità. Secondo il critico Mario Praz tuttavia «se a spiegare Dante è necessaria la filosofia di san Tommaso, a spiegare Pound basta il cinematografo e l'oniromanzia freudiana».
Queste tecniche e temi rendono l'opera poundiana di difficile lettura e sono stati oggetto di molti studi e commenti. Alla complessità del poema contribuiscono le allusioni a eventi storici, sia del Mediterraneo antico sia dell'Asia e dell'Estremo oriente, dell'America e dell'Europa premoderna e moderna, utilizzati sulla scia di Eliot o Kavafis per illustrare temi moderni, filosofici o universali, in un "tempo senza tempo" immanente, in cui tutto coesiste nella mente del poeta.

## Teorie economiche di Pound
Pound, convinto che la figura del poeta non possa astrarsi dalle circostanze in cui si trova a vivere, individua nel conflitto tra economia e finanza la chiave di volta del «mondo moderno» e dedica perciò ampia parte della sua letteratura e della sua poetica alla riflessione sul tema, schierandosi contro, a suo dire, "l'usurocrazia" ebraica e denunciando un presunto complotto monetario e guerrafondaio delle banche massoniche.
Creando un collegamento tra arte e politica, tra poesia ed economia, sviluppò un pensiero di matrice complottista, individuando i colpevoli nei banchieri, negli usurai e nei giudei il cui conflitto con i cittadini produttori è raffigurato come riproposizione della disfida tra guelfi e ghibellini di dantesca memoria. All'argomento il poeta dedicò, oltre al Canto XLV dei suoi Cantos, due libri: Abc dell'Economia e Lavoro e Usura, nelle quali Pound denuncia la finanza quale usura e presenta gli ebrei come protagonisti. Nella sua visione della finanza immaginava una rete segreta di malvagi banchieri ebrei che affliggevano il mondo intero. Non a caso Pound lodava il Mein Kampf di Hitler e consigliava la lettura dei Protocolli dei Savi di Sion, il libello, accertato quale falso documentale, che denunciava un presunto complotto pluto-giudaico-massonico.
In seno al proprio pensiero economico, Pound elabora una teoria monetaria che può essere brevemente riassunta nei seguenti postulati:
- il denaro non è una merce, ma una convenzione sociale[44];
- il lavoro non è una merce, ma il fondamento della ricchezza e il modo più logico per distribuire ricchezza è distribuire lavoro[45];
- lo Stato dispone del credito, non è quindi necessario che si indebiti[46].

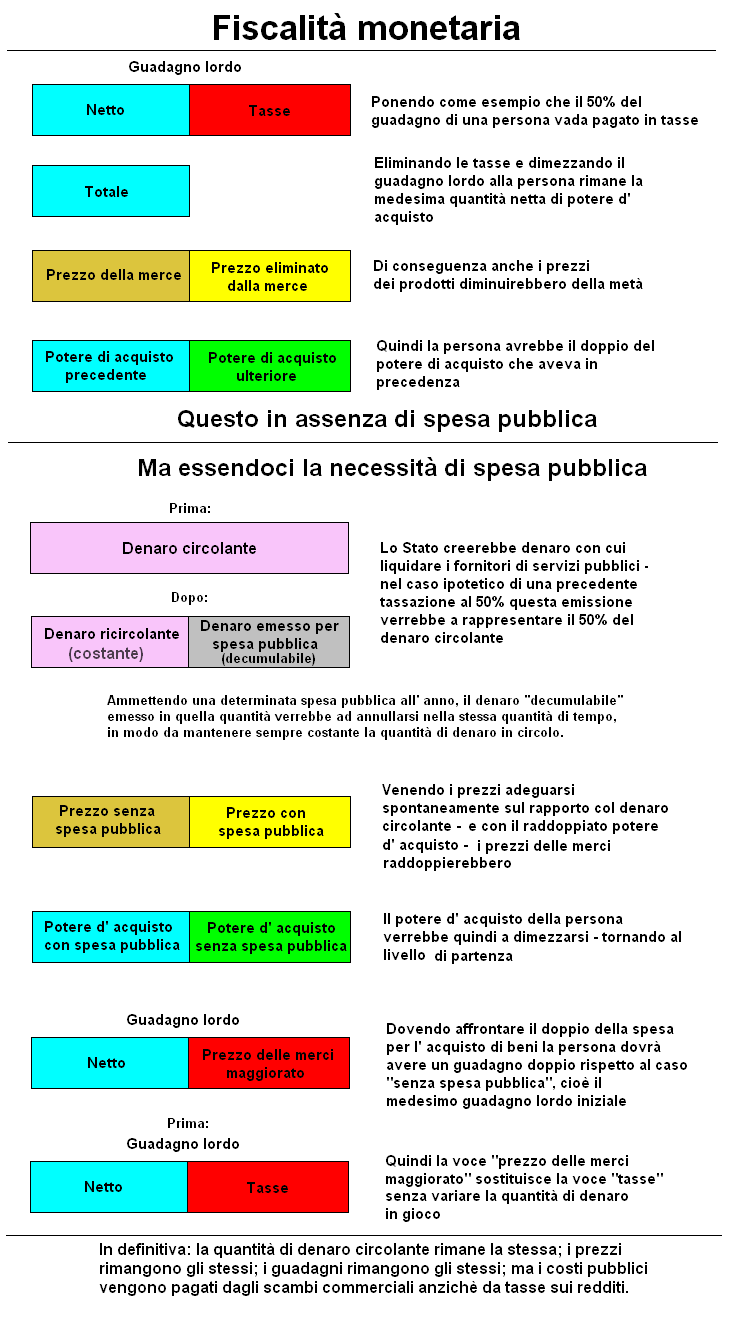
Schema della fiscalità monetaria e delle teorie economiche complottiste di Pound

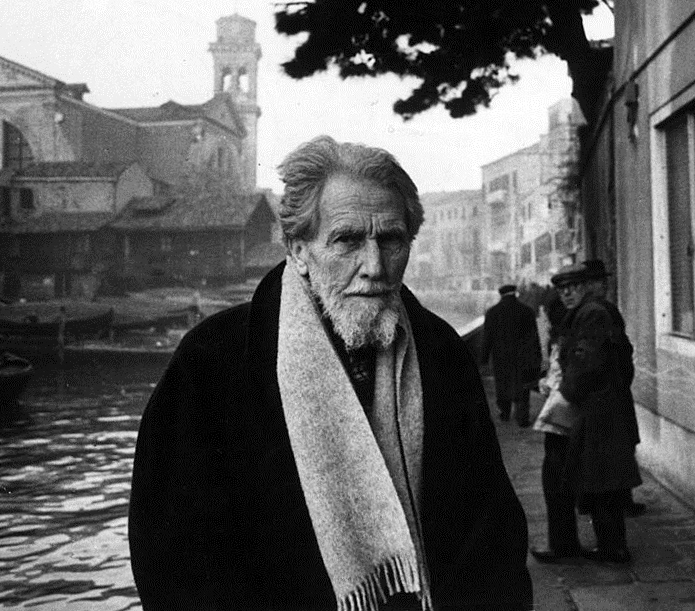
Pound fotografato a Venezia nel 1963

La somma di queste tre proposizioni è nello strumento moneta, nella cui funzione Pound individua il centro dei problemi di un'economia reale sempre più dipendente dalla finanza, quando invece questa dovrebbe essere, secondo lui, nient'altro che uno strumento a sostegno della prima. Per Pound era inconcepibile che le banche potessero creare denaro dal nulla attraverso semplici operazioni contabili. A causa di questo capovolgimento nei rapporti di forza, anche il lavoro (e di conseguenza l'economia, di cui il lavoro è base imprescindibile) risulta vincolato alle decisioni prese da coloro che Pound definisce "daneistocrati", ovvero individui che fondano il loro potere sul diritto di prestare denaro.
Se, quindi, sta nel denaro la natura dell'ingiustizia, per Pound è dal denaro che deve partire un progetto di riforma: riprendendo l'idea dell'anarchico tedesco Silvio Gesell, propose di tassare non i cittadini produttori, sul cui lavoro si regge la prosperità della nazione, ma il denaro stesso, ponendo ogni mese una marca da bollo pari a un centesimo del valore nominale delle banconote e ottenendo così i seguenti effetti (tramite marca da bollo che ogni cittadino dovrà apporre per rivalidare le banconote in suo possesso oppure tramite imposta sullo scambio e con denaro valido fino a scadenza):
- la massa monetaria avrebbe una svalutazione, ulteriore all'inflazione per motivi più strettamente economici[47], del 12% ogni anno;
- allo Stato, senza alcuna spesa di riscossione e senza alcuna possibilità di evasione fiscale, sarebbe garantito un reddito pari al 12% annuale della massa monetaria[48];
- le banche verrebbero ridotte a meri intermediari finanziari, perché non potrebbero rinchiudere il denaro nei propri forzieri, pena la perdita di tutti i propri averi entro 100 mesi;
- lo Stato riacquisterebbe la sovranità monetaria, garantendo un'adeguata emissione[49].

Questa teoria prevede quindi che l'unica tassa possibile sia sullo scambio commerciale: nella teoria fiscalista monetaria la tassa viene pagata solo al momento dell'acquisto che sia l'1 % o il 50 %, rimanendo uguale il guadagno del cittadino e il prezzo della merce, ma evitando l'evasione fiscale e la tassa sul reddito considerata simile all'usura; in questo caso i cittadini pagherebbero affrancando le banconote. Lo Stato emetterebbe inoltre del denaro da usare per la spesa pubblica come nella teoria keynesiana; il denaro cartaceo si annullerebbe allo scadere del centesimo mese, in cui i cittadini dovrebbero spenderlo o scambiare il denaro in circolo con denaro nuovo, secondo lui impedendo gli accumuli improduttivi (in realtà si favorirebbe secondo gli economisti critici, che la considerano parte delle teorie del complotto sul signoraggio, l'accumulo di oro e metalli preziosi, l'aumento del costo degli immobili, degli altri beni rifugio e la formazione di latifondi) e il risparmio non necessario nella forma del denaro non investito.
Egli propone inoltre due tipi di moneta: una affrancabile per lo scambio, e una tradizionale per il risparmio; in sostanza la sua proposta viene ad articolarsi in due tipi di provvedimenti:
- la fiscalità monetaria, con le tasse pagate solo sugli scambi commerciali;
- il denaro a scadenza (l'unico consentito alle banche).

Le teorie del denaro a scadenza furono proposte già da Rudolf Steiner; talvolta nella storia sono state applicate (ad esempio con i buoni a scadenza come i miniassegni al posto della moneta metallica), ma mai, tranne in alcune zone della Germania prima del 1932 (come in Baviera nel periodo in cui Gesell collaborò con i governi autogestiti locali), nella forma anti-bancaria sostenuta da Pound.

## Influenza culturale
Il centro sociale neofascista CasaPound prende il nome da lui. La figlia Mary de Rachewiltz ha intentato nel 2011 una causa per uso improprio del cognome, in quanto ritiene lesivo della memoria del padre l'associazione del nome Pound con un gruppo che si è reso responsabile di gravi violenze (decisione presa dopo un duplice omicidio di due senegalesi a Firenze da parte di un simpatizzante), affermando anche che il fascismo di Pound era legato a un periodo storico e culturale ben preciso. Tuttavia nel giugno 2016 il Tribunale di Roma ha respinto la sua richiesta dando ragione a CasaPound e sostenendo che "l'associazione in quanto tale opera in modo del tutto legittimo" e "né ha in alcun modo legittimato l'uso della violenza sotto il nome del poeta Pound".

## Opere
- 1908 A lume spento, poesie.

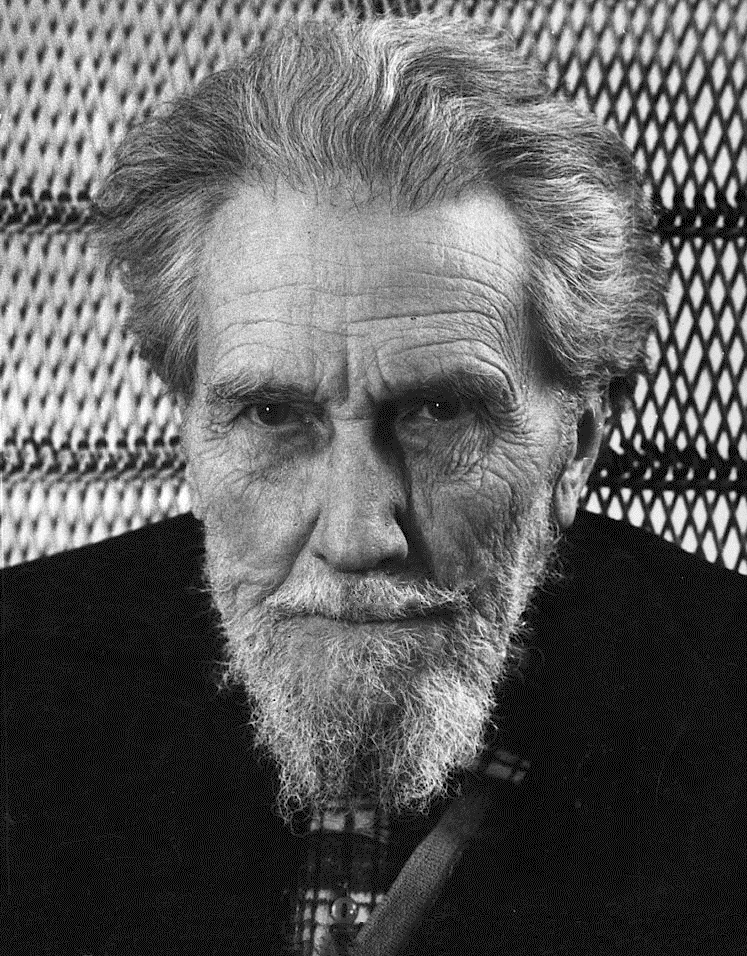
Ezra Pound nel 1963

- 1908 A Quinzaine for This Yule, poesie.
- 1909 Personae, poesie.
- 1909 Exultations, poesie.
- 1910 Provença, poesie.
- 1910 The Spirit of Romance, saggi.
- 1911 Canzoni, poesie.
- 1912 Ripostes of Ezra Pound, poesie.
- 1912 Sonnets and ballate of Guido Cavalcanti, traduzioni.
- 1915 Cathay, poesie / traduzioni.
- 1916 Certain noble plays of Japan: from the manuscripts of Ernest Fenollosa, traduzioni.
- 1916 "Noh", or, Accomplishment: a study of the classical stage of Japan, di Ernest Fenollosa ed Ezra Pound.
- 1917 Lustra of Ezra Pound, poesie.
- 1917 Twelve Dialogues of Fontenelle, traduzioni.
- 1918 Quia Pauper Amavi, poesie.
- 1918 Pavannes and Divisions, saggi.
- 1919 The Fourth Canto, poesie.
- 1920 Umbra, poesie e traduzioni.
- 1920 Hugh Selwyn Mauberley, poesie.
- 1921 Poems, 1918-1921, poesie.
- 1922 The Natural Philosophy of Love, di Rémy de Gourmont, traduzione.
- 1923 Indiscretions, autobiografia in prosa.
- 1923 Le Testament, opera musicale.
- 1924 Antheil and the Treatise on Harmony, saggi.
- 1925 A Draft of XVI Cantos, poesie.
- 1927 Exile, rivista.
- 1928 A Draft of the Cantos 17-27, poesie.
- 1928 Ta hio, the great learning, newly rendered into the American language, traduzione.
- 1930 Imaginary Letters, saggi.
- 1931 How to Read, saggio.
- 1933 A Draft of XXX Cantos, poesie.
- 1933 ABC of Economics, saggio.
- 1933 Cavalcanti, opera musicale.
- 1934 Homage to Sextus Propertius, poesie.
- 1934 Eleven New Cantos: XXXI-XLI, poesie.
- 1934 ABC of Reading, saggi.
- 1935 Make It New, saggi.
- 1936 Chinese written character as a medium for poetry, di Ernest Fenollosa, a cura di Ezra Pound.
- 1936 Jefferson and/or Mussolini, saggi.
- 1937 The Fifth Decade of Cantos, saggi.
- 1937 Polite Essays, saggi.
- 1937 Digest of the Analects, by Confucius, translation.
- 1938 Culture, saggi (tradotto in italiano come Guida alla Cultura, Sansoni, ISBN 88-383-1351-2).
- 1939 What Is Money For?, saggi.
- 1940 Cantos LII-LXXI, poesie.
- 1942 Carta da visita, saggi.
- 1944 Cantos LXXII-LXXIII, poesie.
- 1944 L'America, Roosevelt e le Cause della Guerra Presente, saggi.
- 1944 Introduzione alla Natura Economica degli S.U.A., saggi.
- 1947 Confucius: the Unwobbling pivot & the Great digest, traduzione.
- 1948 The Pisan Cantos [74-84], poesie.
- 1950 Seventy Cantos, poesie.
- 1953 Canti pisani [74-84], poesie.
- 1951 Confucian analects, traduzione.
- 1954 Lavoro ed usura, saggi.
- 1956 Section Rock-Drill, 85-95 de los Cantares, poesie.
- 1956 Women of Trachis, da Sofocle, traduzione.
- 1959 Thrones: 96-109 de los Cantares, poesie.
- 1962 Il fiore dei Cantos: XVIII interpretazioni, Pisa, Giardini, Biblioteca dell'Ussero, 1962.
- 1964 The Cantos [1-109], poesie.
- 1968 Drafts and Fragments: Cantos CX-CXVII, poesie.
- 1970 Opere scelte.
- 1985 The Cantos [1-116], poesie. Edizione integrale italiana.
- 1986 The Cantos [1-116], poesie.
- 1988 Trattato d'armonia ed altri scritti musicali, saggi.
- 1997 Ezra Pound and Music, saggi.
- 1998 Radiodiscorsi, 50 radiodiscorsi dal 1941 al 1943.
- 2002 Canti postumi, poesie.
- 2003 Ego scriptor cantilenae: The Music of Ezra Pound, musica.
- 2004 Indiscrezioni o Une revue de deux mondes, traduzione di Caterina Ricciardi, Raffaelli Editore, Rimini.
- 2005 Carte italiane 1930-1944. Letteratura e arte.
- 2006 The Fifth Decad of Cantos, traduzione di Mary de Rachewiltz, Raffaelli Editore, Rimini.
- 2008 Rose rampicanti, a cura di Francesco Cappellini, Via del Vento edizioni.
- 2009 Orazio - Horace, a cura di Caterina Ricciardi, Raffaelli Editore, Rimini, 2009.
- 2013 " L’asse che non vacilla-Studio integrale" , a cura di Ezra Pound, Ghibli, 2013
- 2015 Dante, a cura di Corrado Bologna e Lorenzo Fabiani, Marsilio.